# Amauris prominens
Amauris prominens är en fjärilsart som beskrevs av Karl Grünberg 1908. Amauris prominens ingår i släktet Amauris och familjen praktfjärilar. Inga underarter finns listade i Catalogue of Life.